# 马尔 (下萨克森州)
马尔（德語：Marl，發音：[maʁl] ⓘ）是德国下萨克森州迪普霍尔茨县的市镇，面积9.84平方千米，2023年12月31日人口为661人。